# سنامهیسم
سنامهیسم (مانیپوری: Kangleipak) ترجمه تحت‌الفظی ایمان خدا-شاه یک دین قومی مردم مانیپوری در مانیپور در شمال شرق هند است.